# Tohmajoki
Der Tohmajoki (finnisch) oder Tochmajoki, (russisch Тохмайоки oder kurz: Тохма, Tochma) ist ein Fluss in Finnland und Russland. Er entspringt dem See Tohmajärvi in der gleichnamigen Gemeinde der ostfinnischen Landschaft Nordkarelien und fließt im russischen Teil Kareliens nördlich von Sortawala in den Ladogasee, welcher wiederum durch die Newa in die Ostsee entwässert. Dabei legt er eine Strecke von rund 80 Kilometern zurück (davon rund 70 Kilometer auf russischer Seite) und durchfließt dabei die Seen Rämeenjärvi, Pjalkjarwi und Ruokojarwi. Kurz vor seiner Mündung in den Ladogasee trifft der Kiteenjoki von rechts kommend auf den Tohmajoki. Das Einzugsgebiet des Tohmajoki hat eine Größe von 1.594,6 km² und liegt etwa zu gleichen Teilen auf finnischem und russischem Territorium.